# کین و لینچ ۲: روزهای سگی
کین و لینچ ۲: روزهای سگی (به انگلیسی: Kane & Lynch 2: Dog Days) عنوان یک بازی ویدئویی نئو-نوآر به سبک تیراندازی سوم شخص است که توسط آی‌او اینتراکتیو توسعه یافته و به‌وسیلهٔ اسکوئر انیکس برای پلت‌فرم‌های مایکروسافت ویندوز، اکس‌باکس ۳۶۰، و پلی‌استیشن ۳ عرضه شده‌است؛ که پس از انتشار نسخه اول این بازی در ادامهٔ آن در سال ۲۰۱۰ منتشر شد.

## گیم پلی
در این قسمت برخلاف نسخهٔ قبل کنترل بازی در دست لینچ هست به جز قسمت آخر کار که مجدداً کنترل به دست کین می‌رسد. اما در صورت انجام این بازی به صورت آنلاین افراد حق انتخاب کین را نیز در مراحل خواهند داشت. همچنین این بازی قابلیت دانلود سه پکیج برای تمامی کنسول‌ها را دارد.

## داستان
پس از سری اول بازی لینج که کنترل بازی در دست وی است از ونزوئلا به شانگهای می‌رود و زندگی جدیدی را برای خودش شروع می‌کند. چندی بعد رئیس سابقش که در شماره قبل نیز حضور داشت با وی تماسی می‌گیرد و در مورد قاچاق اسلحه در آفریقا توضیح می‌دهد. سپس لینچ با کین تماس می‌گیرد و جریان را برای وی توضیح می‌دهد و کار این دو شروع می‌شود، اما این تنها قسمت داستان نیست بلکه این دو وظیفهٔ پیدا کردن دختر کین که در سری قبل زنده مانده است را نیز دارند...

## بازتاب‌ها
| گردآورنده | امتیاز      | امتیاز      | امتیاز      |
| گردآورنده | رایانه شخصی | پلی‌استیشن ۳ | اکس‌باکس ۳۶۰ |
| --------- | ----------- | ----------- | ----------- |
| متاکریتیک | 66/100      | 62/100      | 63/100      |

| ناشر                   | امتیاز      | امتیاز      | امتیاز      |
| ناشر                   | رایانه شخصی | پلی‌استیشن ۳ | اکس‌باکس ۳۶۰ |
| ---------------------- | ----------- | ----------- | ----------- |
| دستراکتید              | ن/م         | ن/م         | 1/10        |
| اج                     | ن/م         | 6/10        | 6/10        |
| یوروگیمر               | ن/م         | ن/م         | 4/10        |
| گیم اینفورمر           | ن/م         | 6/10        | 6/10        |
| گیم رولیشن             | C           | C           | C           |
| گیم‌اسپات               | 6.5/10      | 6.5/10      | 6.5/10      |
| گیم‌تریلرز              | ن/م         | ن/م         | 8.1/10      |
| گیم‌زون                 | 6/10        | 6/10        | 6/10        |
| جاینت بامب             | ن/م         | [ ۱۲ ]      | [ ۱۳ ]      |
| آی‌جی‌ان                 | 7/10        | 7/10        | 7/10        |
| جویستیک                | ن/م         | ن/م         | [ ۱۶ ]      |
| اواکس‌ام (ایالات متحده) | ن/م         | ن/م         | 8/10        |
| پی‌سی گیمر (بریتانیا)   | 70%         | ن/م         | ن/م         |
| پی‌اس‌ام                 | ن/م         | [ ۱۹ ]      | ن/م         |
| دیلی تلگراف            | ن/م         | ن/م         | 5/10        |
| The Escapist           | [ ۲۱ ]      | ن/م         | ن/م         |

کین و لینچ ۲ نظرات مختلفی را پس از انتشار بدست آورد که به طور میانگین برای رایانه شخصی ۶۶ از ۱۰۰، برای کنسول پلی‌استیشن ۳ ۶۲ از ۱۰۰ و برای کنسول اکس‌باکس ۳۶۰ امتیاز ۶۳ از ۱۰۰ را بدست آورد.
جف گرسمن از جاینت بامب نمره ۳ از ۵ را داد و دلیل آن را کم بودن تعداد شخصیت‌های قابل استفاده در ایکس باکس لایو اعلام کرد.

### فروش
این بازی مقام اول را در هفتهٔ اول در جدول بریتانیا بدست آورد. در هفته دوم نیز مقام دوم این جدول را بدست آورد. در پایان یک ماه در بین ده بازی برتر ماه قرار گرفت و نزدیک به یک میلیون نسخه از آن در سراسر جهان به فروش رفت.